# Jaroslav Doležel
Jaroslav Doležel (* 22. července 1954) je český vědec, zabývající se genetikou rostlin. V roce 2018 obdržel nejvyšší české vědecké ocenění Česká hlava.

## Vědecká dráha
Agronomickou fakultu Vysoké školy zemědělské v Brně absolvoval v roce 1978. Od roku 1983 pracuje v Ústavu experimentální botaniky jako vědecký pracovník. V letech 1985–1986 absolvoval postdoktorský pobyt ve výzkumném ústavu ENEA v Římě. V roce 1997 byl jmenován vedoucím olomouckého pracoviště ÚEB AV ČR, kde založil Laboratoř molekulární cytogenetiky a cytometrie, později přejmenovanou na Centrum strukturní a funkční genomiky rostlin, kterou do 31. 12. 2021 vedl. Do stejného data byl vedoucím olomouckého pracoviště ÚEB. Od roku 1992 působí externě na Katedře buněčné biologie a genetiky Univerzity Palackého v Olomouci. Přednášel na více než 20 odborných kurzech v zahraničí a školil 15 doktorandů.
Zaměřuje se na studium struktury a změn dědičné informace rostlin, díky nimž se rostliny postupně vyvíjely nebo vznikaly nové druhy. Vede skupinu vědců, s nimiž vytvořil nové snadnější metody pro analýzu genetických informací, uložených v DNA rostlin. Tyto metody se využívají na celém světě více než dvacet pět let. Spolupracuje v mezinárodních projektech na čtení genetické informace významných druhů rostlin včetně pšenice a banánovníku. Založil nový obor genomiky, tzv. chromozomovou genomiku, která kombinuje izolaci chromozomů pomocí průtokové cytometrie s postupy molekulární biologie a genomiky. Ve druhé dekádě 21. století je fokusem výzkumu v oboru vyhledání a izolace důležitých genů a metody vyvinuté tímto vědcem a jeho týmem cestu zjednodušují a zkracují. Podílí se na řadě projektů špičkových vědeckých pracovišť v zahraničí. Účastnil se jako řešitel nebo spoluřešitel více než 20 výzkumných projektů GAČR, MŠMT, NAZV, Národní vědecké nadace (NSF), USDA a EU. Je autorem více než 300 článků ve vědeckých časopisech, dvou vědeckých knih a téměř 40 kapitol ve vědeckých knihách. Jeho práce byly (v polovině roku 2022) citovány více než 22 000krát (h-index: 70), včetně nejprestižnějších vědeckých časopisů Nature a Science. Obsahuje ho celosvětový Stanfordský přehled 2% nejcitovanějších vědců.
Působí v redakčních radách 4 mezinárodních vědeckých časopisů, ve 4 vědeckých společnostech je členem. Česká společnost pro analytickou cytologii  vznikla z jeho popudu a od roku 2007 byl pět let jejím předsedou. V letech 2007 až 2012 byl členem a místopředsedou rady ÚEB AV ČR. V letech 2007–2022 byl členem Rady Biofyzikálního ústavu AV ČR a členem Akademického sněmu AV ČR. V letech 2013–2022 byl členem Rady Biologického centra AV ČR a v letech 2018 až 2022 byl předsedou Vědecké rady Grantové agentury ČR.
Celý život se věnuje výzkumu s důrazem na praktické uplatnění jeho výsledků. V rámci AV ČR navrhl a koordinuje velmi úspěšný program Strategie AV 21 „Potraviny pro budoucnost“, v němž propojil týmy expertů ze šesti ústavů AV ČR, spolupracující s řadou univerzitních pracovišť. Cílem programu je zpřístupnit vědeckou činnost a její výsledky odborné i laické veřejnosti, podpořit řešení otázek spojených se zajištěním dostatku potravin a kvalitní výživy a zrychlit uplatnění výsledků výzkumu v praxi. Tomu napomáhá i Aplikační laboratoř pro zemědělský výzkum, založená v roce 2017 v ÚEB AV ČR, spolupracující přímo se šlechtiteli a pěstiteli zemědělských plodin.

### Vědecké a pedagogické tituly
- 1983 CSc. (Ústav experimentální botaniky (ÚEB) ČSAV)
- 2001 DrSc. (ÚEB AV ČR)
- 2001 Docent (Univerzita Palackého v Olomouci)
- 2013 Profesor (Masarykova Univerzita)

## Ocenění
- 1999 – Cena Učené společnosti ČR
- 2004 – Řádný člen Učené společnosti ČR[7]
- 2004 – Bronzová medaile Za zásluhy o rozvoj Univerzity Palackého v Olomouci
- 2012 – Cena Praemium Academiae AV ČR
- 2013 – „Leadership Award“ od Mezinárodního konsorcia pro sekvenování genomu pšenice (Bethesda, USA)[8]
- 2014 – Cena ministra školství, mládeže a tělovýchovy ČR za mimořádné výsledky výzkumu, experimentálního vývoje a inovací
- 2018 – Česká hlava (Národní cena vlády ČR)[9]
- 2021 – Zvláštní ocenění České společnosti pro analytickou cytometrii za dlouholetou činnost vedoucí k naplňování cílů společnosti
- 2022 – Čestný vědecký titul doctor honoris causa, Mendelova univerzita v Brně
- 2023 – Čestná přednáška a medaile – The Royal Physiographic and Mendelian Societies in Lund, Sweden
- 2023 – Zvláštní ocenění udělené 8th Asia-Pacific Colloquium za celoživotní výzkum v oblasti cytogenetiky rostlin
- 2024 – Čestná pamětní mince Cytogenomické sekce Česko-slovenské biologické společnosti, z.s. Za zásluhy o mimořádný přínos české cytogenetice
- 2024 – Čestný člen Vavilov Society of Geneticists and Breeders of Ukraine